# Gasosaurus
Gasosaurus (Chinees: 气龙属) is een geslacht van uitgestorven vleesetende theropode dinosauriërs behorend tot de groep van de Tetanurae. Het werd ontdekt in de Volksrepubliek China. Het leefde in het Midden-Jura, circa 164 miljoen jaar geleden.

## Vondst en naamgeving
Het eerste fossiel van Gasosaurus werd in 1985 bij Dashanpu ontdekt tijdens werkzaamheden bij de bouw van een gasterminal. Tijdens het opblazen van gesteente kwam een fossiel skelet aan het licht, dat door dezelfde explosie helaas zwaar beschadigd was geraakt. Al begin jaren tachtig was duidelijk geworden dat zich hier een rijke vindplaats van fossielen bevond maar wegens de economische waarde van het project werd de bouw door de autoriteiten niet stilgelegd.

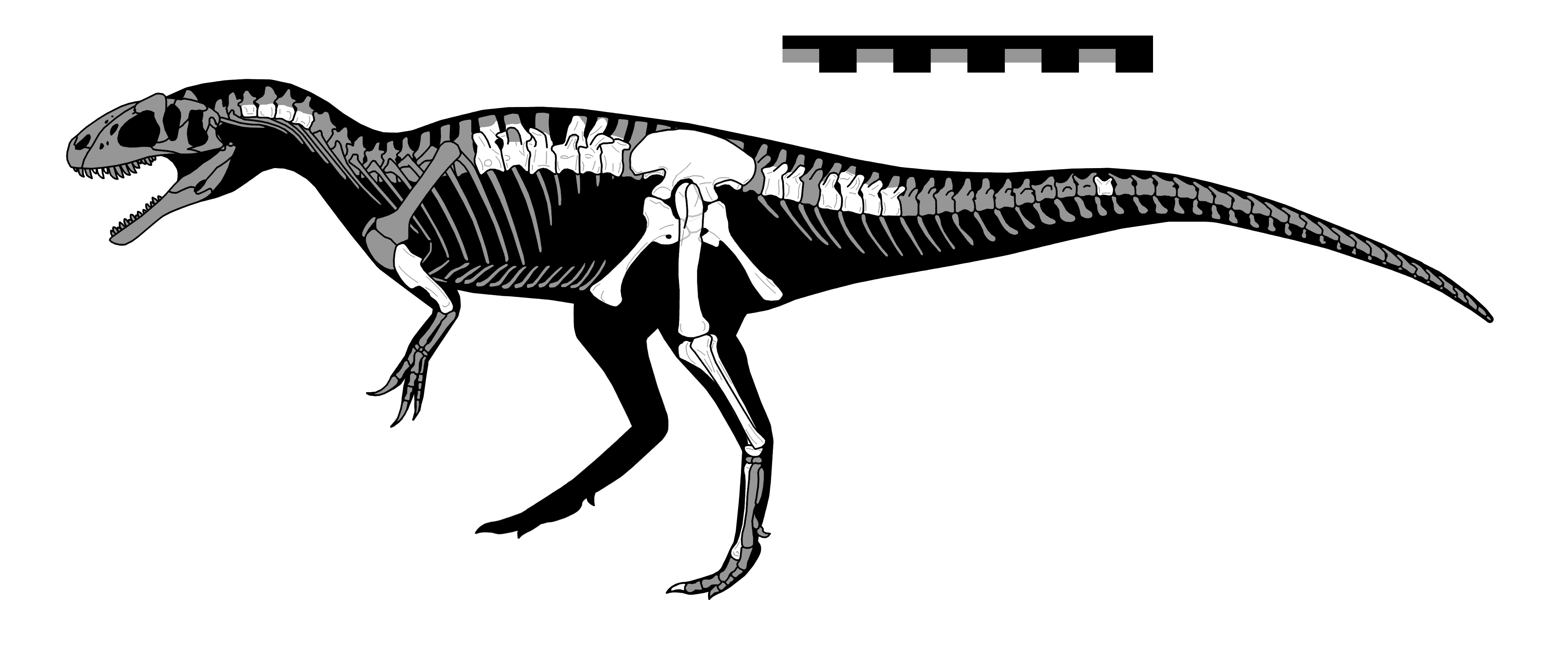
Een diagram dat het gevonden materiaal aangeeft

In 1985 werd de typesoort Gasosaurus constructus benoemd en beschreven door de Chinese paleontologen Dong Zhiming en Tang Zilu. De geslachtsnaam verwijst naar de Danshanpu-gasmaatschappij. De soortaanduiding, die eigenlijk 'gebouwd' betekent in het Latijn, is een poging naar de vondstomstandigheden te verwijzen.
Het holotype IVPP V7264 is gevonden in lagen van de onderste Shaximiaoformatie die dateren uit het Bathonien of Callovien, ongeveer 166 miljoen jaar oud. Het bestaat uit een gedeeltelijk skelet zonder schedel. Bewaard zijn gebleven: vier halswervels, zeven ruggenwervels, een sacrum van vijf wervels, zeven staartwervels, een opperarmbeen, een bekken en een achterpoot zonder tenen. Als paratype werd een verzameling van drie tanden aangewezen, met inventarisnummer IVPP V7265. Het holotype is van een onvolgroeid dier. Later zouden er nog meer specimina van Gasosaurus gevonden worden maar die zijn nog niet wetenschappelijk beschreven. Hieronder zouden ook resten zijn van volwassen dieren en van de schedel.

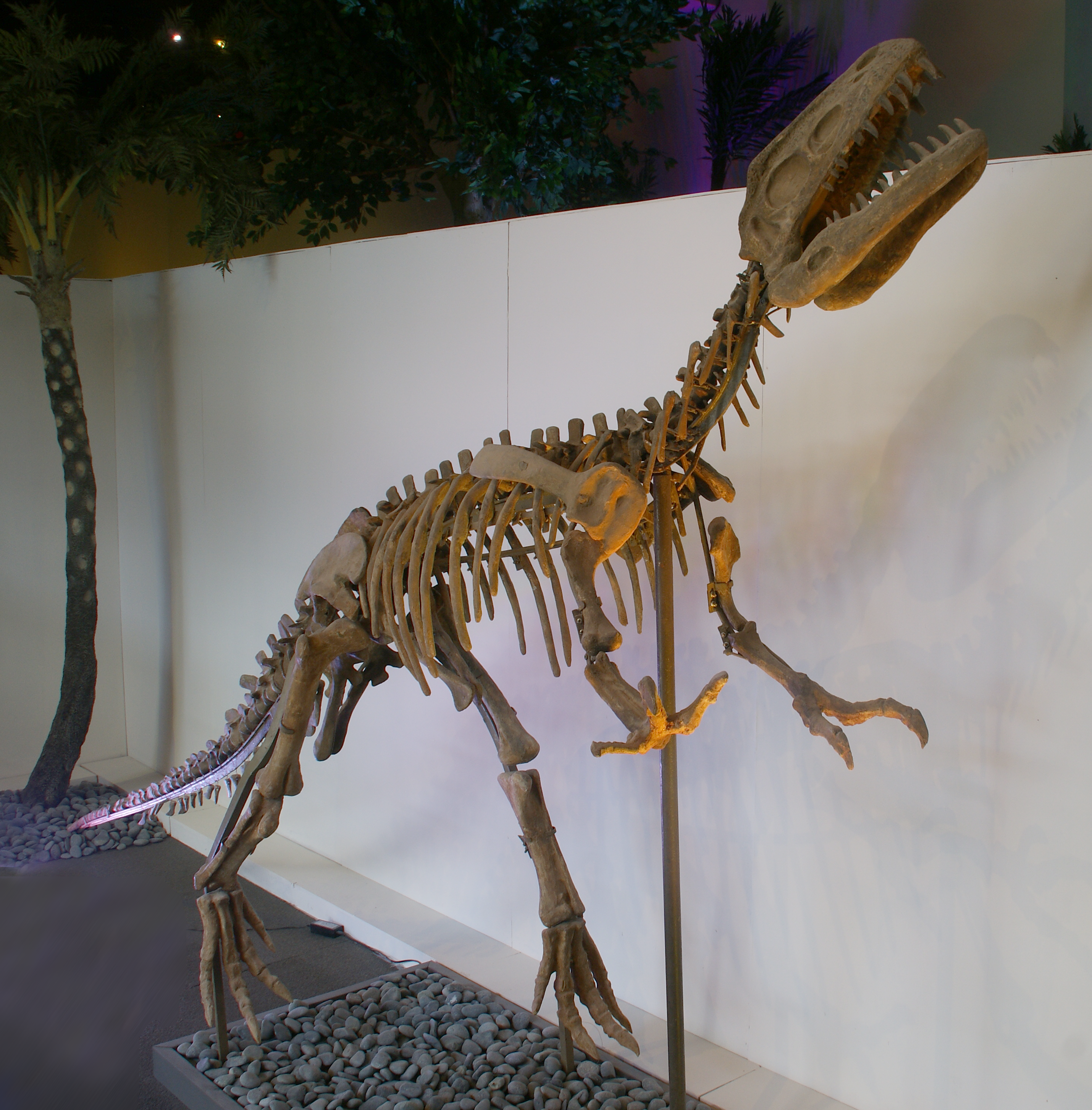
Een skeletmodel

Doordat er geen volledig fossiel gevonden werd is de vergelijking moeilijk tussen Gasosaurus en de in 1984 uit dezelfde lagen beschreven theropode Kaijiangosaurus; sommige onderzoekers hebben geopperd dat het weleens dezelfde soort zou kunnen betreffen, in welk geval de naam Kaijiangosaurus prioriteit zou hebben.

## Beschrijving

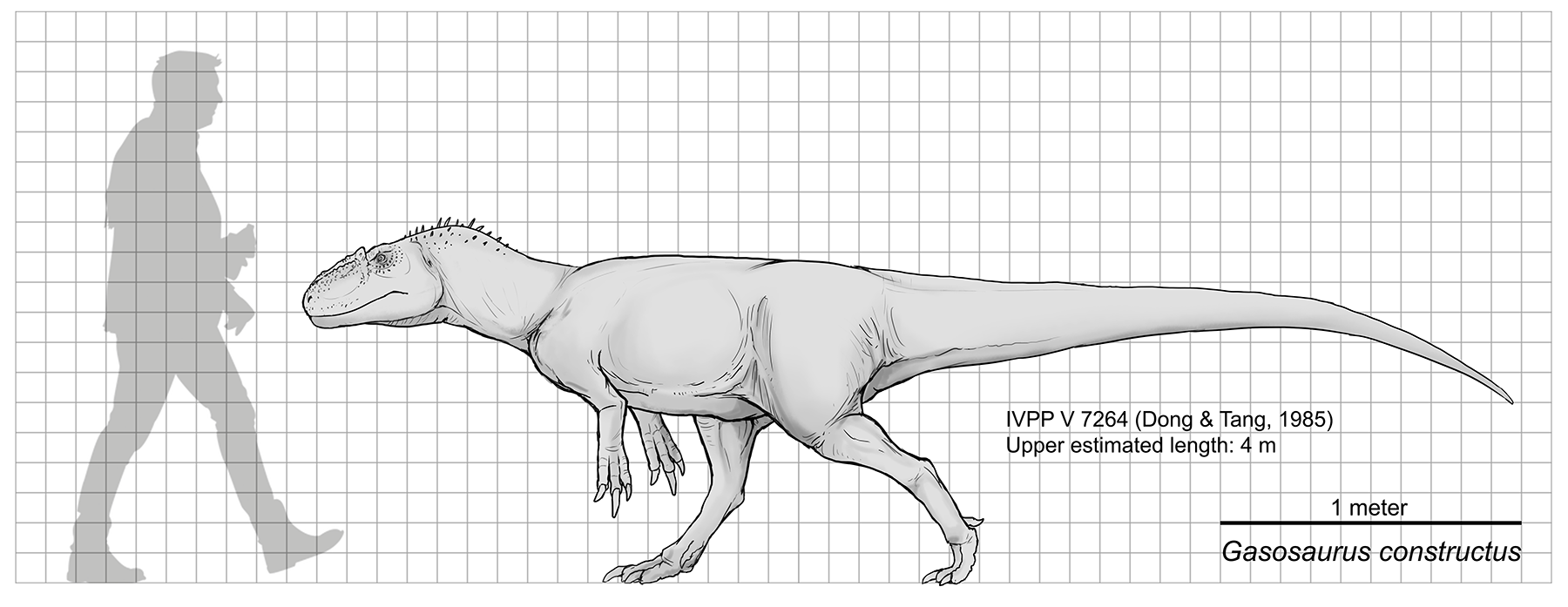
Een groottevergelijking met een mens

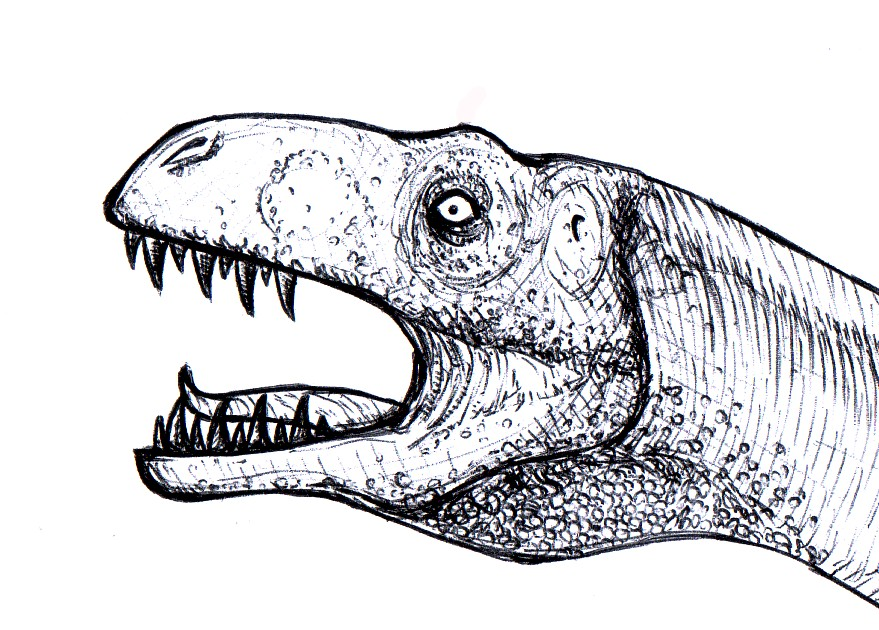
Chinese reconstructies laten meestal een dergelijke kop van Gasosaurus zien maar het is onduidelijk in hoeverre dit gebaseerd is op echt materiaal

Gasosaurus is een middelgrote roofsauriër. Gregory S. Paul schatte in 1988 de lichaamslengte op 4,5 meter, het gewicht op 160 kilogram. De nieuwe exemplaren zouden echter op een aanzienlijker omvang duiden.
Gasosaurus heeft korte sterke benen maar ook korte armen. Het opperarmbeen van het holotype heeft een lengte van 237 millimeter. Bij het darmbeen is het voorblad ongeveer even lang als het achterblad. Het aanhangsel voor het schaambeen is hol van voren naar achteren. De dijbeenkop is schuin omhoog gericht. Het scheenbeen is met 37 centimeter duidelijk korter dan het 425 millimeter lange dijbeen, wat een basaal kenmerk is. Daarentegen is het kuitbeen vrij kort, een afgeleid kenmerk. De bovenkant van het kuitbeen is relatief breed ten opzichte van de bovenkant van het scheenbeen. Oorspronkelijk werd gedacht dat bij het dijbeen de trochanter anterior van de trochanter major gescheiden werd door een kloof, een afgeleid kenmerk, maar achteraf bleek dat te berusten op een breuk in het fossiel.

## Fylogenie
Gasosaurus werd door de beschrijvers eerst bij de Megalosauridae ondergebracht. In 1988 plaatste Paul hem in de Eustreptospondylinae maar dat heeft geen navolging gevonden.
Tijdens een eerste exacte kladistische analyse in 2000 vond Thomas Holtz dat Gasosaurus een basaal lid van de Coelurosauria was. Al in 2000 kwalificeerde Holtz deze vaststelling echter door te stellen dat de nieuwe exemplaren een andere positie zouden aanduiden, vermoedelijk in de Carnosauria. In 2004 plaatste hij Gasosaurus in de ruimere Avetheropoda.

## Ecologie

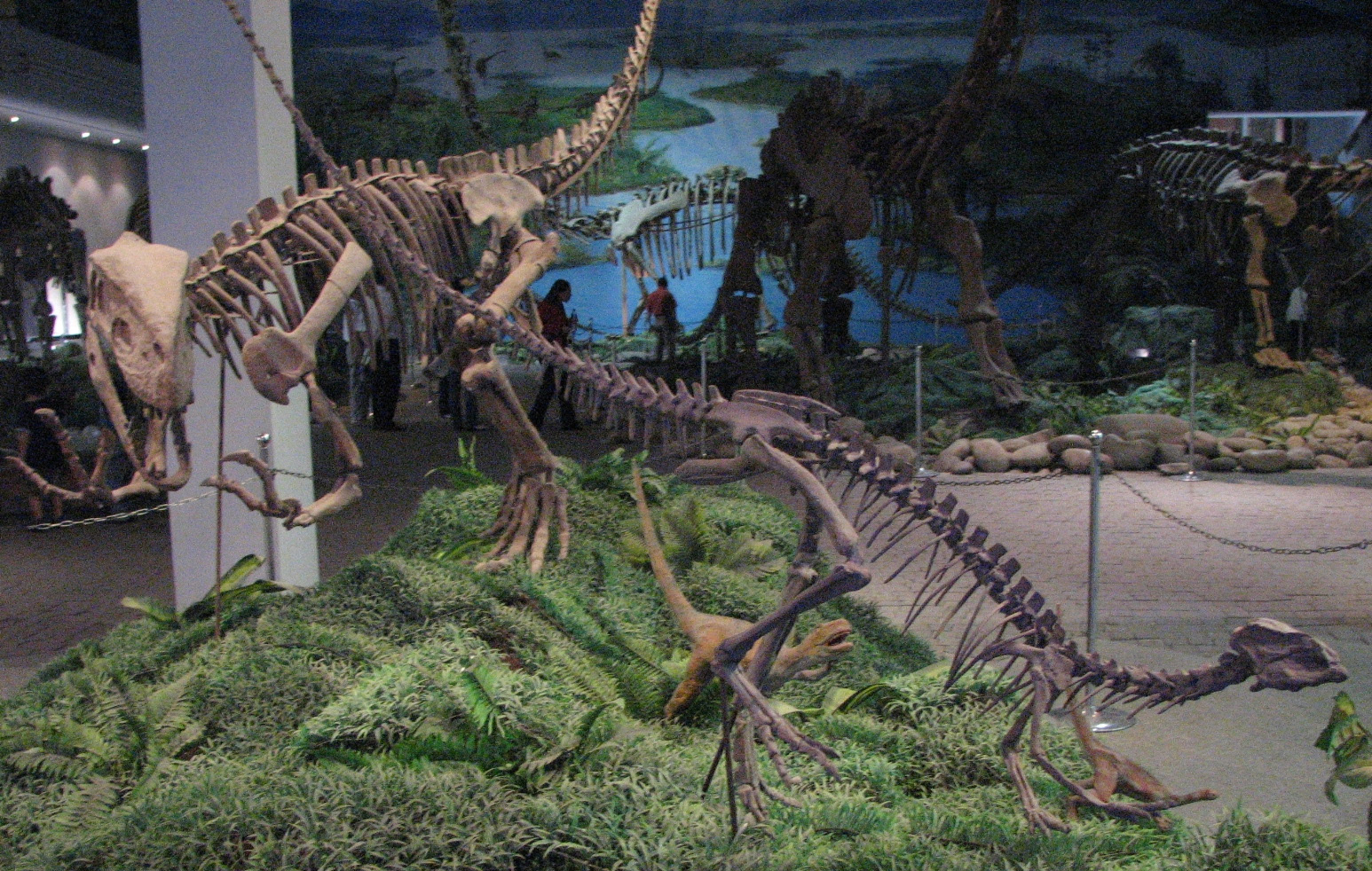
Gasosaurus valt Agilisaurus aan

Gasosaurus leefde in het middelste Jura van China samen met andere Theropoda zoals Kaijiangosaurus en Sauropoda als Datousaurus, Omeisaurus en Protognathosaurus. Daarnaast kwamen daar toen ook de kleinere plantenetende dinosauriërs Xiaosaurus, Agilisaurus en Huayangosaurus voor, die geschikte prooien vormden. Verder zijn er ook resten gevonden die uit dezelfde tijd dateren van krokodilachtigen als Hsisosuchus, pterosauriërs als Angustinaripterus en de pliosauroïde Yuzhoupliosaurus, die vermoedelijk in zoet water leefde.